# Almond (New York)
Almond is een plaats (town, maar ook een village met deze naam) in de Amerikaanse staat New York, en valt bestuurlijk gezien onder Allegany County en Steuben County.

## Demografie
Bij de volkstelling in 2000 werd het aantal inwoners van de town vastgesteld op 1604, en van de village op 461.

## Geografie
Volgens het United States Census Bureau beslaat de plaats een oppervlakte van
1,5 km², geheel bestaande uit land.

## Plaatsen in de nabije omgeving
De onderstaande figuur toont nabijgelegen plaatsen in een straal van 12 km rond Almond.